# Andalò da Savignone
Andalò da Savignone, anche Andriolus Franco (Savignone, fl. 
Prima del 1330 – fl. 1346), è stato un politico e mercante italiano ambasciatore del Gran Khan Toghun Temür presso papa Benedetto XII.

## Biografia
Andalò da Savignone nacque nell'ultimo decennio del XIII secolo a Savignone, piccolo centro dell'Appennino ligure, figlio di Bonifacio di Guglielmo di Savignone, quindi cugino del ammiraglio Oberto da Savignone. 
Si trasferì poi a Genova; le informazioni che lo riguardano sono molto scarse e permettono di rocostruire solo sedici anni della sua vita. In particolare, è noto che Andalò compì tre viaggi in Cina.
Nel 1330 era a Pechino, alla corte del Gran Khan Jayaatu Khan. Qui prese in custodia l'eredità del mercante chiavarese Antonio Salmoria, con l'impegno di restituirla ai suoi eredi a Genova, come avvenne nel 1333. Tornato in Cina, trovò il nuovo Gran Khan Toghun Temür, salito al trono nel 1333, che lo incaricò nel 1336 di recare una propria ambasciata al papa Benedetto XII. Andalò raggiunse Genova nel 1337 e, da lì, Avignone, dove risiedeva il pontefice, cui recapitò anche una lettera dei cristiani cinesi nella quale questi chiedevano che fosse nominato un nuovo arcivescovo di Pechino, in sostituzione di Giovanni da Montecorvino, deceduto nel 1328.
Andalò intraprese quindi il suo terzo viaggio (a noi noto) in Cina nel 1338, accompagnato dal frate Giovanni de' Marignolli, nominato arcivescovo di Pechino. È noto che i due raggiunsero Caffa nel 1339 e Pechino nel 1342. Si presume che Andalò sia rientrato successivamente in Europa: è infatti documentata una sua donazione che sarebbe avvenuta a Genova nel 1346. Non si hanno indicazioni, invece, circa le circostanze della sua morte.